# Henri Villecourt
Henri Villecourt, (nacido el 19 de marzo de 1938 en Charlieu, Francia) es un exjugador de baloncesto francés. Fue medalla de bronce con Francia en el Eurobasket de Turquía 1959.